# Parafia Ewangelicko-Augsburska w Krakowie

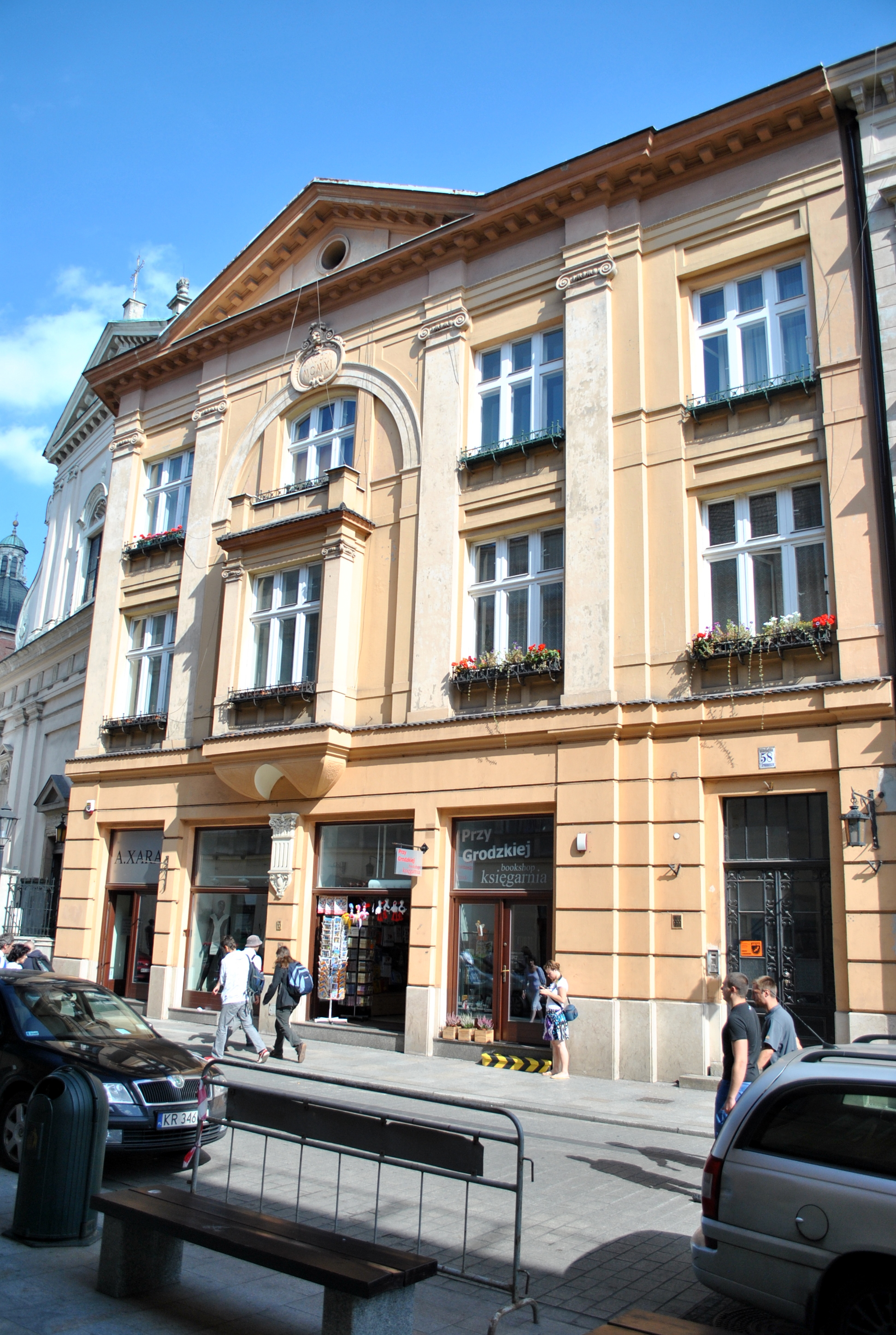
Kamienica przy ul. Grodzkiej 58, mieszcząca kancelarię parafialną

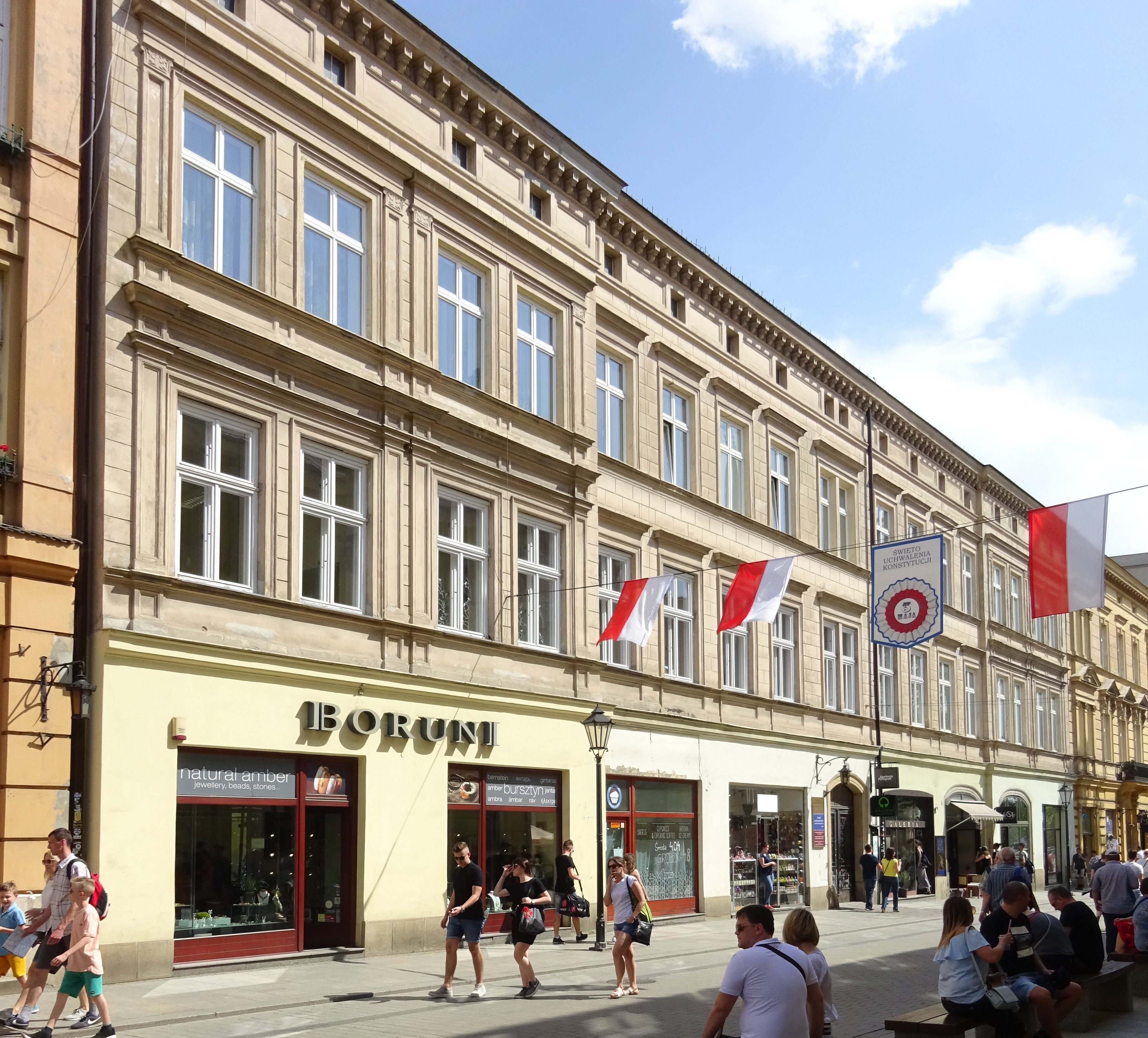
Zabudowania parafialne (ul. Grodzka 60)

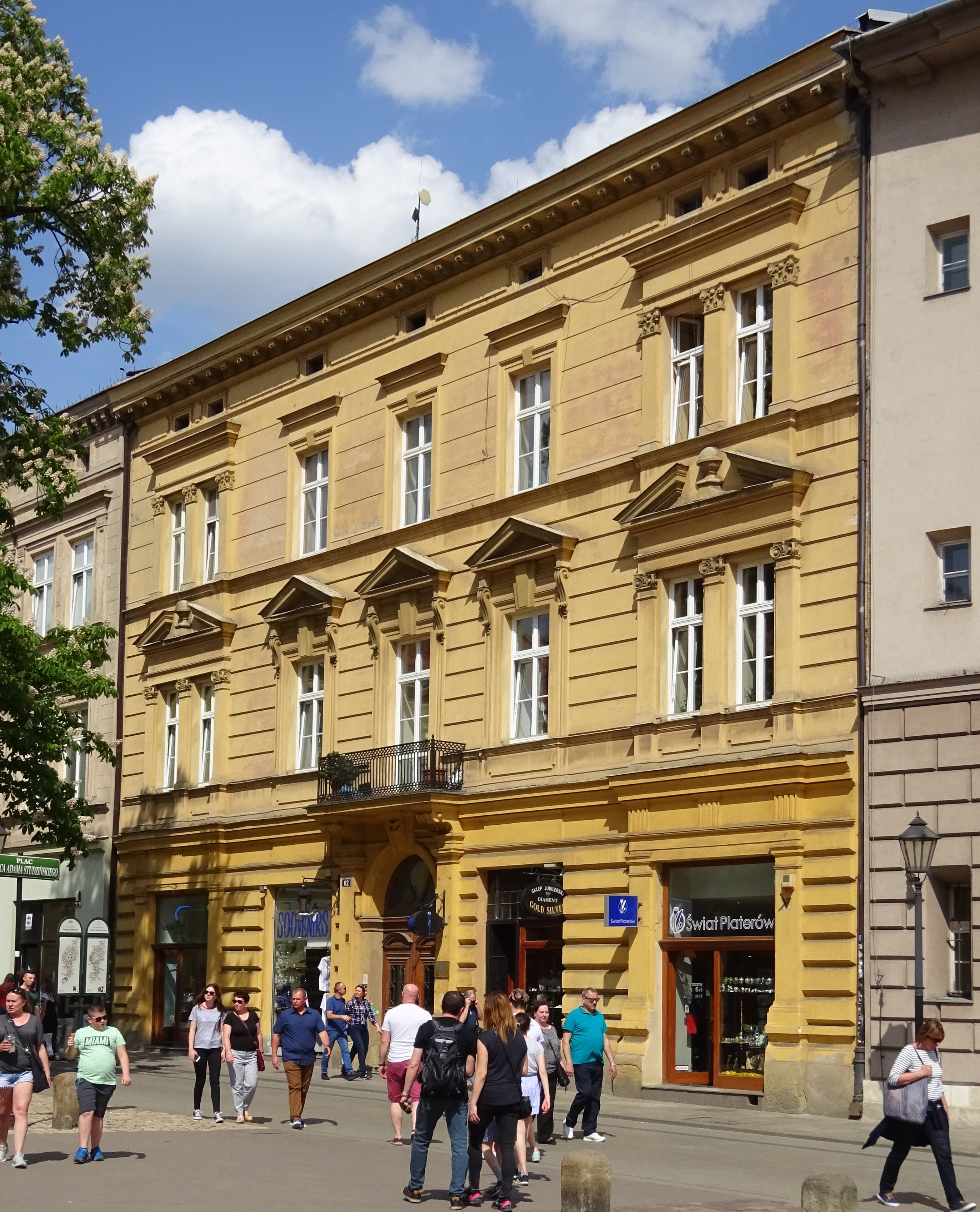
Zabudowania parafialne (ul. Grodzka 62)

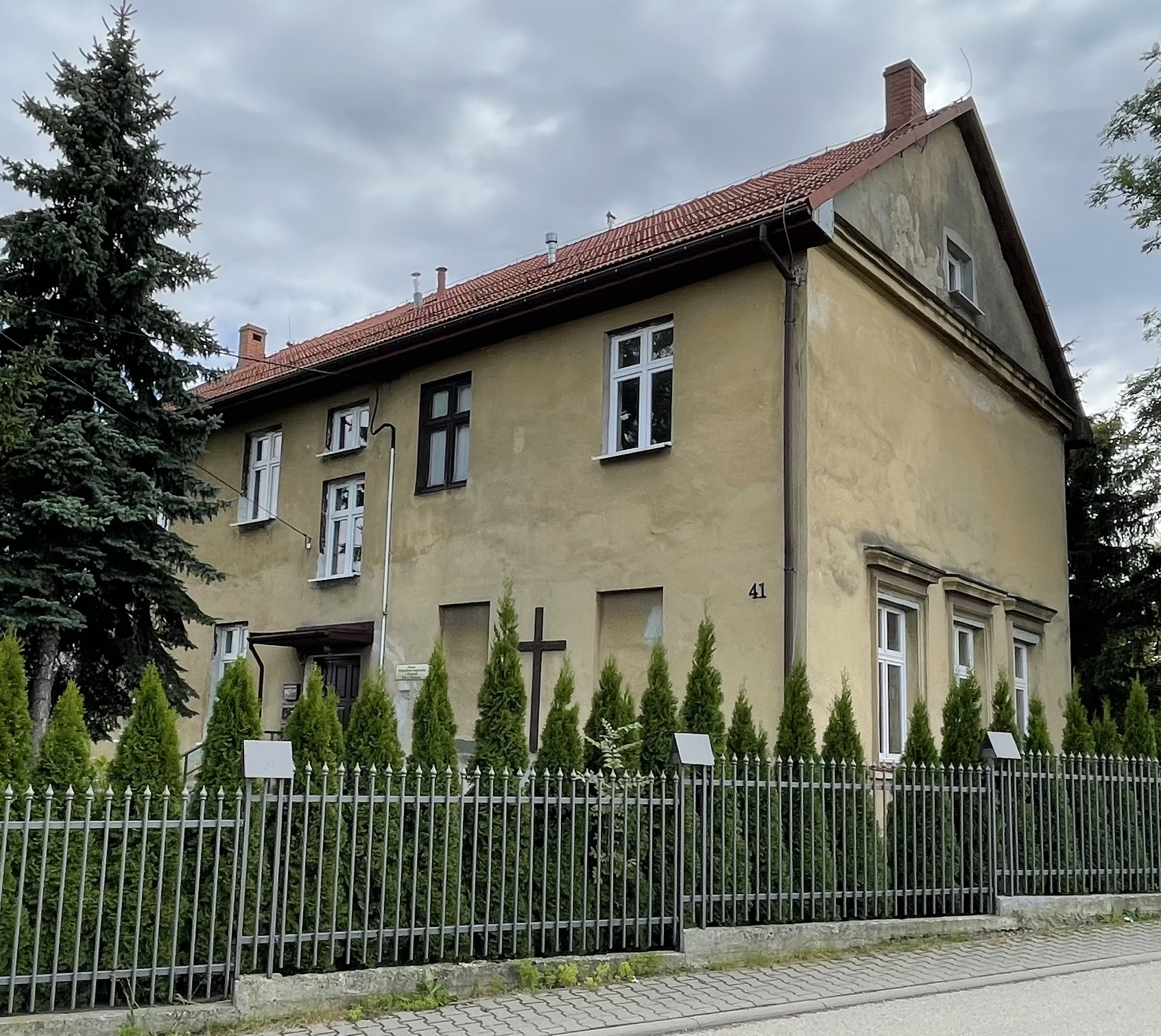
Kaplica filialna w Wieliczce

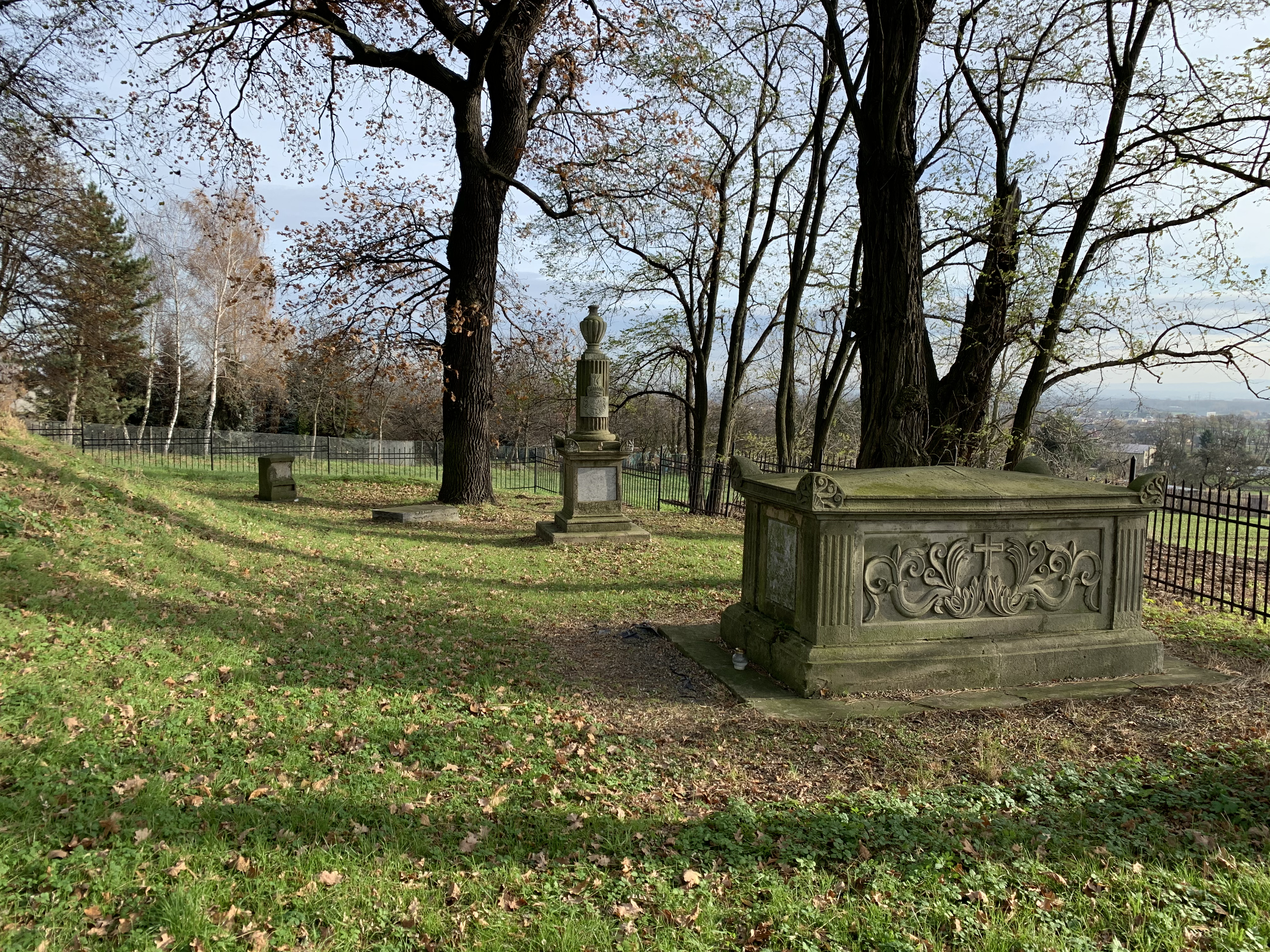
Cmentarz ewangelicki w Łuczanowicach

Parafia Ewangelicko-Augsburska w Krakowie – parafia luterańska w Krakowie, należąca do diecezji katowickiej Kościoła Ewangelicko-Augsburskiego. Jej siedziba mieści się przy ulicy Grodzkiej 58. Według stanu na koniec 2024 liczyła 845 wiernych.

## Historia

### Pierwszy zbór
Pierwsze kazania w duchu luteranizmu były głoszone w krakowskich kościołach w latach 1545 i 1547. Od 1552 rozpoczęło się prowadzenie nabożeństw domowych w Woli Justowskiej i Chełmie, na które przybywali mieszkańcy miasta. W 1556 w Krakowie zamieszkiwało około 1000 ewangelików, co stanowiło 5% jego ówczesnej populacji.
W drugiej połowie XVI wieku w Krakowie funkcjonował zbór kalwiński. 17 sierpnia 1557 nastąpiło ustanowienie własnego duszpasterza w osobie księdza Grzegorza Pawła, a w ogrodzie Jana Bonera, zwolennika kalwinizmu, odbyło się też pierwsze publiczne nabożeństwo. Pomocnicze funkcje duszpasterskie w zborze pełnił ks. Stanisław Wiśniowski, a od 1558 opiekę nad niemieckimi wiernymi objął ks. Daniel Biliński.
W 1564 założone zostało Gimnazjum Ewangelickie, kształcące na kierunkach humanistycznym i religijnym. Od 1569 za Bramą Mikołajską działał ewangelicki cmentarz.
Dzięki pozwoleniu wydanemu przez króla Zygmunta II Augusta 2 maja 1572 otwarto kościół przy ul. św. Jana, nazywany brogiem, a dla protestantów zagwarantowana została wolność religijna. 29 września 1573 w Krakowie miał miejsce synod generalny, na którym została przyjęta ugoda sandomierska. W zebraniach synodu uczestniczył wojewoda Jan Firlej.
Kościół był wielokrotnie atakowany podczas zamieszek antyprotestanckich, począwszy od tumultu krakowskiego w 1574. Rok później, 16 lipca 1575 katoliccy studenci dokonali tumultu cmentarnego, podczas którego zbezczeszczony został ewangelicki cmentarz. W kolejnych latach dochodziło do kolejnych aktów chuligańskich przeciwko członkom zboru oraz profanacji zwłok ewangelickich zmarłych. Do drugiego zniszczenia nekropolii doszło podczas zamieszek w dniu 21 czerwca 1577. 19 września 1579 przez uczniów szkół katolickich zostały wybite okna ewangelickiego kościoła.
W święto Wniebowstąpienia Pańskiego 8 maja 1587 podczas kolejnego tumultu miało miejsce zniszczenie odbudowanego kościoła ewangelickiego oraz jego podpalenie. Powtórnie zrekonstruowana świątynia została ostatecznie zburzona po zamieszkach 23 maja 1591, w obecności króla Zygmunta III Wazy.
Z powodu bezpieczeństwa, siedziba zboru została przeniesiona do Aleksandrowic. W mieście dochodziło jednak w dalszym ciągu do profanacji cmentarza oraz napaści na wyznawców protestantyzmu, a 10 kwietnia 1607 zniszczony został szpital ewangelicki.
14 kwietnia 1613 miał miejsce atak na aleksandrowicki zbór oraz jego duchownych, którego dokonali przybyli z Krakowa uczniowie oraz miejski plebs. Z tego powodu w 1614 dokonano kolejnego przeniesienia miejsca sprawowania nabożeństw do Wielkanocy. 
W Wielkanocy w 1613 przez Stanisława Wielowiejskiego rozpoczęta została budowa murowanego kościoła z wieżą, w której zawieszono trzy dzwony. Był to obiekt o powierzchni 174 m². Jego ściany powstały z wapienia skalistego oraz piaskowca, a materiały te zostały pozyskane z kamieniołomu zlokalizowanego we wsi. Kościół posiadał dach pokryty gontem modrzewiowym.  Obok kościoła zlokalizowano cmentarz, a także dom dla duszpasterza zboru, dom dla służby oraz szkołę. Oficjalną siedzibą parafii ewangelickiej wieś stała się w 1616.
Nabożeństwa w celu dogodniejszego dojazdu z Krakowa sprawowane były również na terenie majątku kalwińskiej rodziny Żeleńskich w Łuczanowicach
W wyniku realizacji postanowień zgody sandomierskiej, od 1615 zbór skupiał wiernych zarówno kalwinizmu, jak i luteranizmu. W 1636 liczył 229 wiernych, pośród których przeważali przedstawiciele niemieckiego, szkockiego i francuskiego mieszczaństwa. Wśród wiernych znajdowali się również członkowie kalwińskiej szlachty, natomiast nieliczne przedstawicielstwo posiadali mieszczanie polscy. Luteranami byli przede wszystkim mieszczanie pochodzenia niemieckiego. W tym okresie na terenie miasta nabożeństwa były sprawowane sporadycznie w budynkach prywatnych oraz wynajmowanym na ten cel kościele św. Scholastyki.
W 1626 w Łuczanowicach rozpoczęto wznoszenie ewangelickiej kaplicy, jednak z uwagi na przeszkody czynione przez przybywające tam z Krakowa antyprotestanckie grupy, proces ten trwał przez 10 lat. Kaplicę poświęcono w 1636 i stała się ona nowym miejscem sprawowania nabożeństw na terenie tej miejscowości.
Kościół i zabudowania zborowe w Wielkanocy zostały splądrowane w 1655 przez wojska Karola X Gustawa podczas potopu szwedzkiego. W lipcu 1656 nieruchomości stanowiące majątek zboru zostały podpalone przez podburzony tłum, w późniejszym czasie zostały jednak odbudowane.
Kaplica w Łuczanowicach została zamknięta w 1687 dla publicznych nabożeństw na mocy wyroku sądu, w którym odnoszono się do przepisu z 1632, zakazującego otwierania nowych zborów. Od tego czasu nabożeństwa w kaplicy prowadzono tylko dla członków rodziny Żeleńskich, a w późniejszym czasie została ona połączona z budynkiem łuczanowickiego dworu. W 1692 pomimo zakazu sądowego, na terenie wsi odbył się pogrzeb burgrabi Stanisława Żeleńskiego. Udział wzięli w nim przedstawiciele krakowskiej szlachty, a nabożeństwo żałobne poprowadzili ks. Jan Petrozelin, ks. Stanisław Wartensius i lektor Krzysztof Złotnicki. Na skutek oskarżenia o próbę reaktywacji miejscowego zboru, zostali oni skazani na banicję.
20 kwietnia 1768 w kościele w Wielkanocy ślub wzięli Maurycy Beniowski i Anna Zuzanna Hönsch.
W 1787 w Łuczanowicach przez właściciela wsi Marcjana Żeleńskiego został założony cmentarz ewangelicki. Przeniesiono tam wówczas szczątki członków rodziny Żeleńskich, pochowane do tej pory w podziemiach miejscowej kaplicy, które zostały umieszczone w powstałym wtedy na terenie cmentarza nowym grobowcu, którego komora została przykryta czterometrowym kopcem zwieńczonym obeliskiem.

### Zbór w Podgórzu
Podczas I rozbioru Polski w 1772 Austriacy zajęli Kazimierz, uznając za granicę stare koryto Wisły. W 1774 Maria Teresa Habsburg wydała patent, który zezwalał kolonistom niemieckim wyznania protestanckiego na założenie zborów w czterech miastach rzemieślniczych, a Kazimierz był planowany jako kolejne z nich. W 1775 osiem rodzin protestanckich w Kazimierzu poprosiło władze o miejsce na cmentarz. W 1776 wojska austriackie musiały jednak opuścić miasto. Aby powetować tę stratę, na prawym brzegu Wisły założono Podgórze, a na mocy patentu tolerancyjnego z września 1781 wyrażono zgodę na założenie tu zboru protestanckiego z własnym księdzem i nauczycielem. Działalność parafii zainaugurowano w 1790, kiedy powstał tu prowizoryczny, drewniany kościół. Zbór podgórski posiadał już charakter luterański.  Parafia otoczyła opieką duszpasterską również społeczność ewangelicką w Lednicy Niemieckiej, którą utworzyli osiedli tam koloniści pochodzenia niemieckiego.
W strukturze Kościoła ewangelickiego austriackiej Przedlitawii zbór w Podgórzu należał do powstałej w 1784 superintendentury morawsko-śląsko-galicyjskiej. W 1789 obszar Galicji został podzielony na dwa senioraty, a zbór podgórski podporządkowany został zachodniemu senioratowi bialskiemu. W 1804 wszedł w skład nowo powstałej  Superintendentury Galicji i Bukowiny. W 1809 roku Podgórze stało się częścią Księstwa Warszawskiego, a w 1815 ponownie znalazło się w Austrii. Sto lat później Podgórze zostało przyłączone do Krakowa.
Na początku XIX wieku Kraków zamieszkiwało 243 ewangelików, w Podgórzu było ich 92, w Krzeszowicach 33, w Wieliczce 6, w Lednicy 58, w Myślenicach 10, w Niepołomicach 4, a w pięciu innych miejscowościach 28, którzy razem stawili 474 wiernych. Dodatkowo na terenie parafii przebywało też około 30 górników wyznania ewangelickiego pochodzących z terenów Księstwa Warszawskiego, przybyłych do pracy w kopalni siarki w Swoszowicach. Luteranami było również około 25 zamieszkałych tymczasowo w Krakowie Słowaków.

### Parafia przy ul. Grodzkiej

#### Czasy pod panowaniem austriackim
27 lipca 1816 roku Senat Wolnego Miasta Krakowa przekazał ewangelikom nie używany i niszczejący kościół św. Marcina. W związku z tym zbór w Podgórzu został zlikwidowany i poprzedni dom modlitwy zamknięto. Życie religijne ewangelików skupiło się odtąd całkowicie wokół kościoła przy ul. Grodzkiej, a filiał w Lednicy Niemieckiej przeszedł pod administrację parafii w Nowym Gawłowie. Pierwszym proboszczem parafii przy ul. Grodzkiej został ks. Fryderyk Jakub Teichmann.
Krakowscy luteranie po pozyskaniu nowego kościoła spotykali się jednak ponownie z nietolerancją religijną. Podczas uroczystości jego poświęcenia musieli być chronieni przez gwardię miejską, z uwagi na zgromadzony tłum katolickich fanatyków. Ksiądz Feliks Jaroński z katolickiej parafii Wszystkich Świętych zażądał od Senatu Rządzącego Wolnego Miasta Krakowa dodatkowych wyjaśnień odnośnie do przekazania kościoła św. Marcina protestantom, wygłaszał również nietolerancyjne wobec ewangelików kazania. Z uwagi na tę postawę, prawo wygłaszania kazań zostało mu odebrane, został usunięty także z pracy na uniwersytecie. Z powodu kolejnych antyprotestanckich wypowiedzi, nakazano mu opuszczenie miasta.
Dotychczasowy budynek kościoła w Podgórzu został rozebrany na przełomie lat 20. i 30. XIX wieku. Rozwijał się za to nowy ośrodek parafialny przy ul. Grodzkiej, gdzie prowadzone były przebudowy dotychczasowych kamienic parafialnych oraz powstawały nowe zabudowania. Czyniono zabiegi w celu otwarcia placówki edukacyjnej, mogącej spełnić wymagania zostania szkołą miejską. Szkoła, powstała z inicjatywy Jerzego Samuela Bandtkiego, rozpoczęła tu działalność w 1826. W 1829 następcą ks. Teichmanna na stanowisku proboszcza został ks. Karol Fryderyk Otremba.
W 1833 Senat Rządzący zatwierdził w mieście działalność Londyńskiego Towarzystwa Szerzenia Chrześcijaństwa wśród Żydów. Wówczas do Krakowa przybył misjonarz Welmerskirch, a po nim kolejni. Poskutkowało to falą konwersji z judaizmu na ewangelicyzm, członkami zboru stawały się głównie rodziny wywodzące się z wyższych warstw społecznych żydowskiego mieszczaństwa. Przy parafii utworzono stanowisko kaznodziei misji żydowskiej.
Po 1846, kiedy terytorium Wolnego Miasta Krakowa włączono w skład Cesarstwa Austrii, wyraźniej zaznaczyła się dominacja zborowników narodowości niemieckiej. Relacje pomiędzy nimi, a polskimi członkami parafii były jednak przyjazne. W każdą niedzielę przed południem odbywały się nabożeństwa w języku niemieckim, natomiast polskojęzyczne nabożeństwa prowadzono w co drugą niedzielę w godzinach popołudniowych.
W 1848 oficjalnie zlikwidowana została parafia ewangelicka w Wielkanocy. Znajdujący się tam kościół został następnie wyburzony, a gruz umieszczono na miejscowym cmentarzu w rozległym grobowcu kalwińskiej rodziny Wielowieyskich, w którym znajdowało się wówczas 17 trumien, jednak dysponował on znaczną ilością dodatkowego miejsca. Teren po kościele został wynajęty rodzinie Ciszewskich, natomiast należące dotychczas do zboru domy zostały zasiedlone przez dworską służbę. Księgi parafialne oraz naczynia liturgiczne zostały przeniesione do parafii w Krakowie, a w elewację kościoła św. Marcina zostały wmurowane również dwie tablice nagrobne pochodzące z tamtejszego cmentarza. Chrzcielnicę ufundowaną w 1707 przez miejscowych ewangelików pochodzenia szkockiego zakupiła parafia rzymskokatolicka w Bydlinie, a znajdująca się w pobliżu kościoła w Wielkanocy figura anioła została przeniesiona w sąsiedztwo grobowca rodziny Wielowieyskich zlokalizowanego na cmentarzu rzymskokatolickim w Nawarzycach.
W latach 1884–1885 wszystkie pozostałe budynki i działki należące do zamkniętej parafii w Wielkanocy zostały sprzedane, co dotyczyło również znajdującego się tam cmentarza, na terenie którego został w późniejszym okresie postawiony drewniany dom. Transakcji tej nie podlegały jednak zlokalizowane na cmentarzu nagrobki i epitafia, które zostały przeniesione na cmentarz w Sielcu, należący do tamtejszej parafii ewangelicko-reformowanej. W Wielkanocy pozostawiony został jedynie zlokalizowany w środkowej części cmentarza krzyż z nagrobka Joanny z Zeydlitzów Ciszewskiej, zmarłej 20 listopada 1842.
Kolejnym proboszczem parafii w Krakowie został ks. Jerzy Gabryś. Dzięki jego przyjaźni z Henrykiem Siemiradzkim, w latach 80. XIX wieku artysta ten namalował specjalnie dla zboru krakowskiego obraz Chrystus uciszający burzę, który został umieszczony w ołtarzu kościoła św. Marcina. W 1872 pod zarząd parafii powrócił filiał w Lednicy Niemieckiej.
14 października 1899 miała miejsce uroczystość położenia kamienia węgielnego pod nowy budynek szkoły, którą w nowej siedzibie otwarto 17 września 1900. Dzięki dwujęzycznemu nauczaniu, stała się jedną z najlepszych placówek edukacyjnych na terenie miasta. W 1902 utworzono ponadto schronisko prowadzone przez stowarzyszenie kobiet, przeznaczone dla ubogich i niepełnosprawnych.
Ksiądz Gabryś pełnił urząd proboszcza do czasu swojej śmierci w 1906. Jego następcą został ks. Karol Michejda, który rozpoczął pracę na tym stanowisku w 1908.
Zgodnie z danymi podawanymi przez superintendenta galicyjsko-bukowińskiego Hermanna Fritschego, w pierwszych latach XX wieku parafia liczyła 721 wiernych, z których pod względem narodowości 358 było Polakami, 353 Niemcami a 10 innego pochodzenia. Według spisu ludności z 1910 w Krakowie mieszkało 1089 ewangelików, z czego 65 osób wyznania reformowanego.

#### I wojna światowa i okres II Rzeczypospolitej

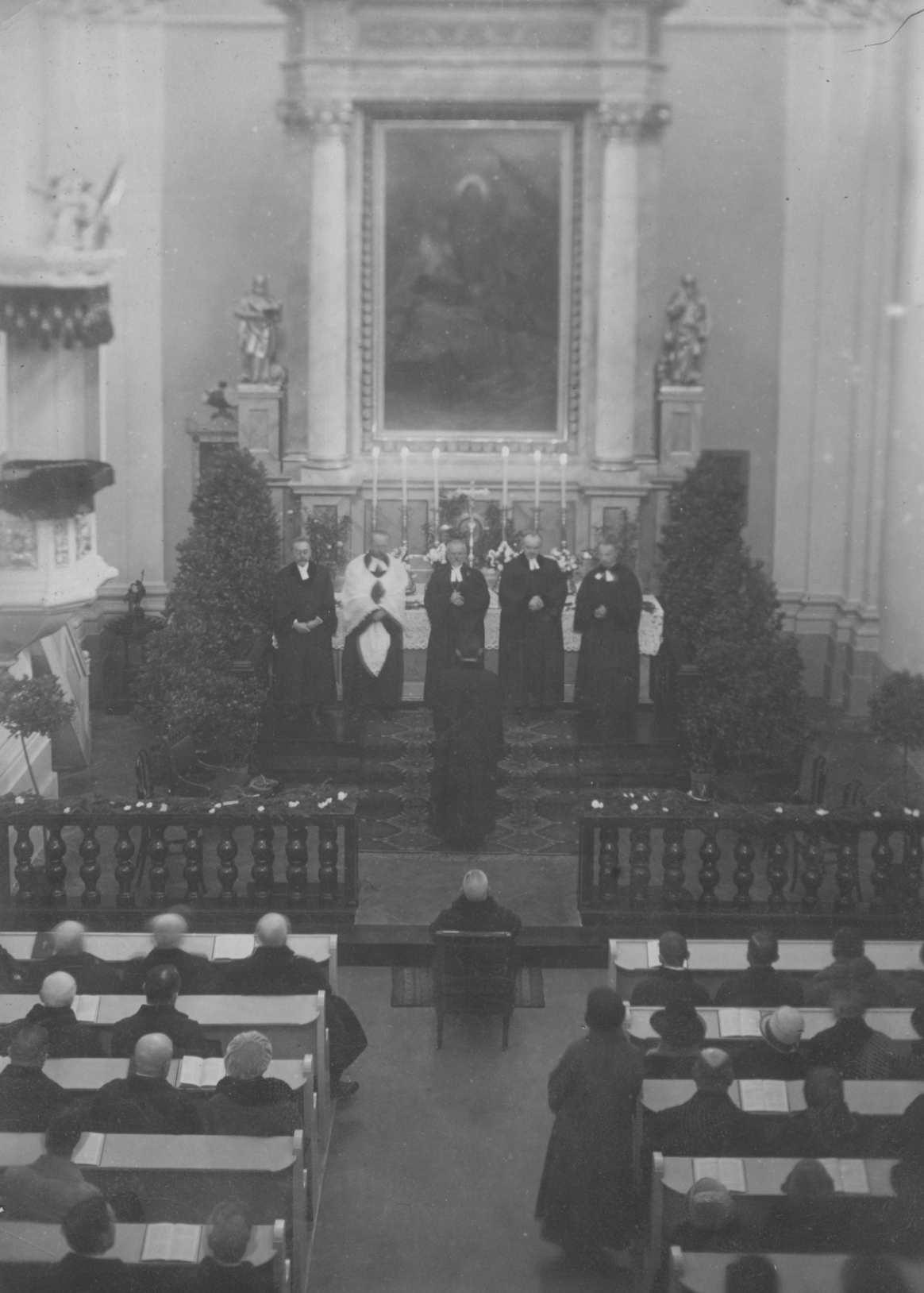
Instalacja ks. Wiktora Niemczyka na proboszcza

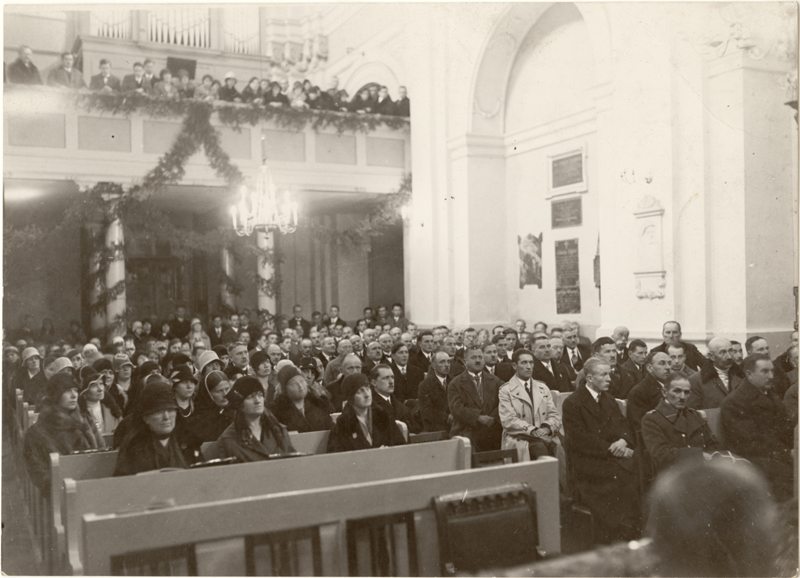
VI Zjazd Ewangelików w kościele św. Marcina w 1929

W trakcie I wojny światowej budynek szkoły został przeznaczony na potrzeby wojskowe, w związku z czym nauka prowadzona była w pomieszczeniach kancelarii parafialnej. Kościół był również odpłatnie wynajmowany władzom do prowadzenia nabożeństw dla wojska.
Po zakończeniu wojny parafia krakowska zdecydowała w grudniu 1918 roku o przystąpieniu do Kościoła Ewangelicko-Augsburskiego w RP, co zostało potwierdzone 2 kwietnia 1922, a zbór stał się częścią jego superintendentury śląskiej. Stało się to pomimo objęcia terenu województwa krakowskiego jurysdykcją Kościoła Ewangelickiego Augsburskiego i Helweckiego Wyznania w Małopolsce. Według spisu w 1921 roku Kraków liczył 726 ewangelików. Pomiędzy zborownikami polskojęzycznymi i niemieckojęzycznymi powstał jednak konflikt, wskutek czego zbór niemiecki, nie chcąc podporządkowywać się warszawskiemu konsystorzowi, ogłosił niezależność i przeszedł 23 lipca 1923 do Kościoła Ewangelickiego Augsburskiego i Helweckiego Wyznania w Małopolsce, wchodząc w skład jego senioratu zachodniego.
Funkcję proboszcza zboru polskiego ks. Karol Michejda pełnił do 1922, a w 1923 rozpoczął pracę na Wydziale Teologii Ewangelickiej Uniwersytetu Warszawskiego. O wysunięcie swojej kandydatury na stanowisko nowego proboszcza został przez członków zboru poproszony kapelan wojskowy ks. Karol Grycz-Śmiłowski, jednak nie przyniosło to skutku. Kolejnym proboszczem został w wybrany 1925 ks. Wiktor Niemczyk.
Obydwa zbory korzystały z kościoła św. Marcina. W 1937 zbór niemiecki liczył 300 wiernych i posiadał szkołę, natomiast zbór polski tworzyło wówczas 1600 członków i pozostawał on właścicielem kościoła, trzech kamienic parafialnych oraz jednego hektara ziemi. Częścią zboru polskiego pozostał filiał w Lednicy Niemieckiej, od 1934 włączonej w granice miasta Wieliczka, liczący około 100 wiernych. Krakowska szkoła prowadzona przez parafię była instytucją siedmioklasową, w której budynku funkcjonowała również biblioteka parafialna z czytelnią. Obiekt mieścił także siedziby wszystkich działających tu w tym okresie ewangelickich stowarzyszeń.
W 1938 parafia pozyskała na własność stanowiący dotychczas nekropolię prywatną cmentarz w Łuczanowicach jako darowiznę od hrabiego Andrzej Mycielskiego, będącego ówczesnym właścicielem miejscowości.

#### II wojna światowa i lata powojenne

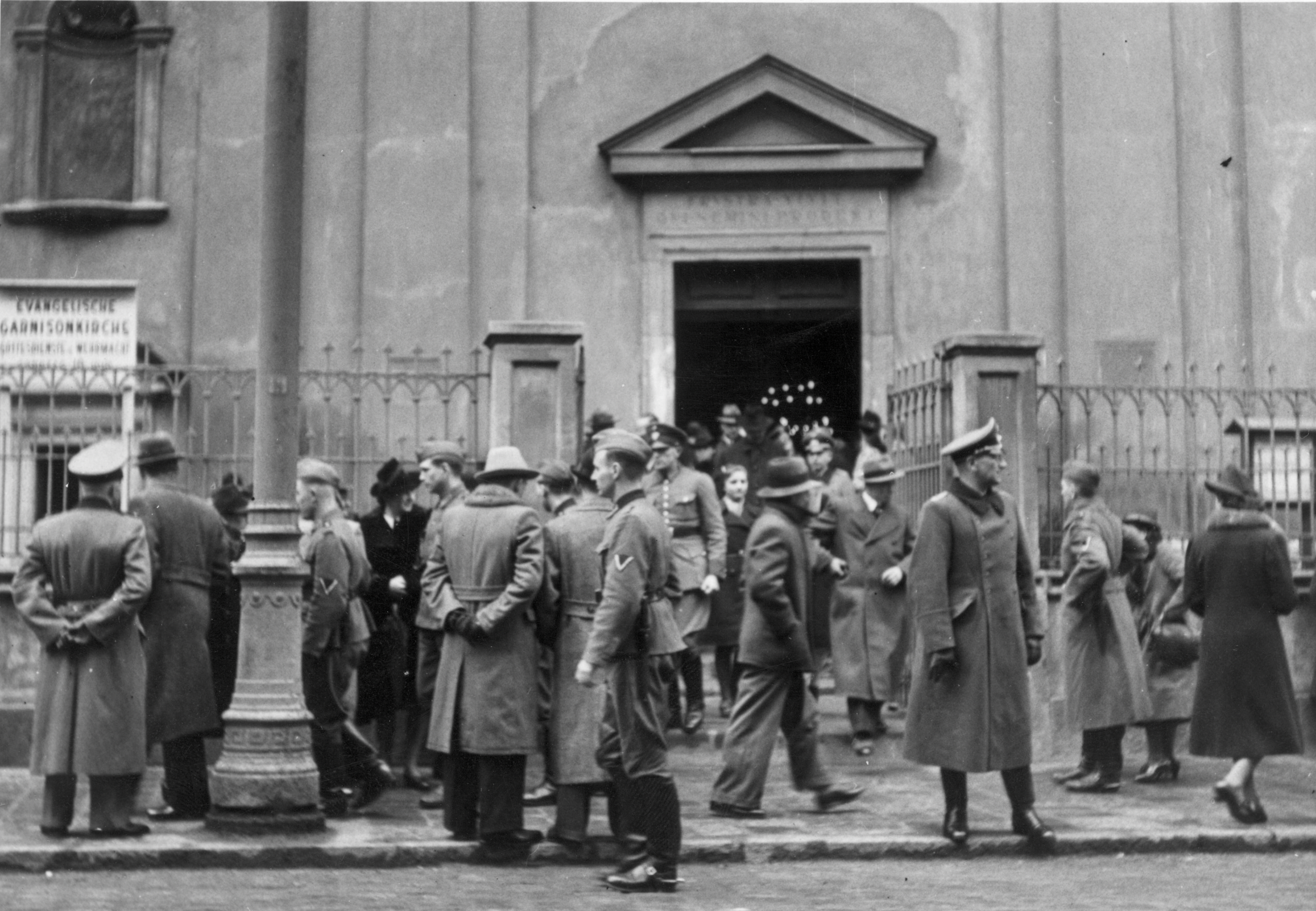
Niemieccy wierni po nabożeństwie w kościele św. Marcina w 1941

Po wybuchu II wojny światowej przez nazistowską administrację przejęty został całkowity nadzór nad parafią, a dotychczasowych duchownych narodowości polskiej nie dopuszczono do pracy. Proboszcz Niemczyk zatrudniony został jako nauczyciel języka niemieckiego i sekretarz w szkole rolniczej w Czernichowie. 
Z powodu braku duchownych, Karol Grycz-Śmiłowski będący już byłym księdzem ewangelickim i założycielem unitariańskiej Jednoty Braci Polskich został poproszony przez krakowską radę parafialną o przejęcie niektórych obowiązków proboszcza w ramach zastępstwa. Według zawartych ustaleń miał on nie poruszać podczas kazań kwestii doktrynalnych, a nabożeństwa miały być prowadzone w formie skróconej z pominięciem Wyznania Wiary. Wszystkie pozostałe obrzędy miały się odbywać dokładnie według porządku kościelnego, z zachowaniem togi i alby jako strojów liturgicznych. Otrzymał także należącą wcześniej do proboszcza funkcję urzędnika cywilnego, jak również pełnomocnictwo do prowadzenia w imieniu parafii rozmów z władzami okupacyjnymi w sprawach dotyczących prowadzenia nabożeństw oraz innych kwestiach związanych z duszpasterstwem.
Pierwsze nabożeństwo po wybuchu wojny odbyło się w kościele św. Marcina 17 września 1939 i zostało poprowadzone przez Karola Grycza-Śmiłowskiego. Pomimo migracji części wiernych, odnotowano na nim dobrą frekwencję. 
Jeszcze we wrześniu 1939 udało się rozpocząć prowadzenie nauki w szkole zarządzanej przez parafię, którą kierowała wówczas Alicja Obraczajówna, jednak już 24 listopada 1939 placówka została zamknięta przez nowe władze okupacyjne. Stanowisko katechetki prowadzącej edukację religijną w parafii pełniła Paulina Niemczyk, żona dotychczasowego proboszcza.
W swoich kazaniach Grycz-Śmiłowski przyjmował patriotyczną postawę, niosąc wiernym pocieszenie i nadzieję na poprawę sytuacji. 31 grudnia 1939 miało miejsce ostatnie poprowadzone przez niego nabożeństwo. Z powodu represji ze strony Gestapo zakończył sprawowanie funkcji tymczasowego zastępcy proboszcza, opuścił miasto i przeniósł się w okolice Proszowic, gdzie podjął później pracę w fabryce tytoniowej, a jego dotychczasowym mieszkaniem w Krakowie zajęła się rada parafialna. Pełniącym obowiązki proboszcza został następnie na okres styczeń–marzec 1940 ks. Willibald Hartmann.
Kościół św. Marcina w czasie II wojny światowej stał się kościołem garnizonowym armii niemieckiej. Odbywały się w nim nabożeństwa wyłącznie w języku niemieckim dla wiernych legitymizujących się obywatelstwem Rzeszy. Duszpasterzem niemieckiego zboru został ks. superintendent Emil Oskar Ladenberger, przedwojenny pastor w Stryju, który został wyznaczony na zwierzchnika zborów ewangelickich w Generalnym Gubernatorstwie. Razem z nim duszpasterstwo dla niemieckich ewangelików prowadzili ks. Oskar Daum i wikariusz Siegfried Pisarski. Dzięki przychylności sup. Ladenbergera wobec polskich ewangelików, pełniącym obowiązki proboszcza został od 15 kwietnia 1940 ks. Emil Kowala, zastępując na tym stanowisku ks. Willibalda Hartmanna, który 31 marca 1940 zrezygnował ze stanowiska w parafii, podpisał niemiecką listę narodowościową i wyjechał na studia do Lipska, następnie pełnił stanowisko wikariusza w Radomiu, a po wcieleniu go do Wehrmachtu zaginął na froncie wschodnim pod Stalingradem. 
Polscy członkowie zboru byli zmuszeni do opuszczenia kościoła, a nabożeństwa dla nich przeniesiono do budynku rzymskokatolickiego kościoła św. Agnieszki, który za milczącą zgodą kardynała Adama Stefana Sapiehy został przystosowany przez członków zboru do liturgii luterańskiej. Pierwsze ewangelickie nabożeństwo w kościele św. Agnieszki poprowadził w Niedzielę Palmową 23 marca 1942 ks. Kowala. Kwestie administracyjne prowadzone były w mieszkaniach prywatnych. Stan ten utrzymywał się do stycznia 1945, a pierwsze powojenne nabożeństwo w kościele św. Marcina miało miejsce 25 stycznia 1945. Podczas okupacyjnego zarządu nad dawnym mieniem zboru doszło do zniszczenia ksiąg parafialnych, biblioteki, a także epitafium Mikołaja Reja oraz 30 polskich tablic nagrobnych w budynku kościoła.
W 1944 parafia w Sielcu zakończyła działalność w związku z opuszczeniem jej przez wiernych, pośród których przeważali potomkowie niemieckich osadników przybyłych tam w ramach XIX-wiecznej akcji kolonizacyjnej. W związku ze zbliżającym się frontem część z nich została ewakuowana na zachód, a pozostali wyjechali po zajęciu go przez armię radziecką. Na skutek tego należący do parafii cmentarz został opuszczony, a zlokalizowane na nim nagrobki, w tym pochodzące z cmentarza w Wielkanocy, uległy zniszczeniu, zaginęły, bądź padły ofiarą dewastacji nekropolii, mającej miejsce w latach 60. XX wieku. W efekcie z około 80 znajdujących się tam początkowo nagrobków i epitafiów z Wielkanocy zostało zachowanych jedynie 10.
Po zakończeniu działań wojennych w 1945 ks. Emil Kowala wyjechał do Cieszyna. W styczniu 1945 do pracy w parafii powrócił ks. proboszcz Wiktor Niemczyk, który w maju 1945 został powołany również na stanowisko Pełnomocnika Konsystorza na Dolny Śląsk. Krótko po wojnie część czynności duszpasterskich gościnnie prowadził ponownie Karol Grycz-Śmiłowski. W związku z urlopem ks. Niemczyka od 15 września 1946 zastępcą proboszcza został ks. Karol Kubisz. Proboszcz Niemczyk po otrzymaniu tytułu profesora nadzwyczajnego od 6 listopada 1946 rozpoczął pracę na Wydziale Teologii Ewangelickiej Uniwersytetu Warszawskiego i od 1947 zrezygnował z pozostałych funkcji, zajmując się od tego czasu jedynie działalnością naukową. Stanowisko administratora parafii objął ks. Karol Kubisz, który w 1950 został wybrany proboszczem. Jego małżonka Janina zajęła się między innymi prowadzeniem szkółki niedzielnej. Do krakowskiej parafii należały wówczas filiały i stacje kaznodziejskie w Jarosławiu, Jaworznie, Nowym Sączu, Wieliczce i Zakopanem.

#### Okres Polskiej Rzeczypospolitej Ludowej i po 1989
W 1952 terytorium parafii zostało włączone w skład diecezji katowickiej. W tym samym roku dzięki ks. Kubiszowi został uruchomiony także filiał w Tarnowie. Do jego członków należeli w większości wierni pochodzący z terenu Śląska Cieszyńskiego, którzy podjęli pracę na terenie tego miasta. Dwa razy w miesiącu prowadzone były nabożeństwa domowe, odbywały się też lekcje religii. W okresie PRL powstał również filiał w Rabce-Zdroju, założony w celu objęcia opieką duszpasterską ewangelickiej rodziny, która przeprowadziła się tam z powodów zdrowotnych. Nabożeństwa w Rabce miały miejsce raz na miesiąc i prowadzone były w domu prywatnym.
Proboszcz Kubisz brał udział w budowie ruchu ekumenicznego, prowadząc współpracę z duchownymi innych kościołów, w tym biskupem Karolem Wojtyłą. W 1962 na mocy decyzji Synodu został przedstawicielem Kościoła Ewangelicko-Augsburskiego w PRL w Polskiej Radzie Ekumenicznej. Był również autorem licznych artykułów opublikowanych na łamach „Zwiastuna Ewangelickiego”, a także współautorem książki „400 lat reformacji pod Wawelem”. Brał też udział w pracach kościelnej Komisji Liturgicznej i Komisji Ideologicznej, pełnił stanowisko wiceprezesa Towarzystwa Mazurów i Warmiaków, a także pozostawał członkiem zarządu Okręgu Związku Zachodniego w Krakowie. Prowadził wsparcie duszpasterskie i finansowe dla Zakładów Opiekuńczych w Miechowicach. W 1969 został odznaczony złotym Krzyżem Zasługi, a w 1979 – Krzyżem Kawalerskim Orderu Odrodzenia Polski.
W 1977 pracę duszpasterską w parafii rozpoczął ks. Roman Mikler, wybrany w 1983 na stanowisko proboszcza. Doprowadził on do nawiązania kontaktów partnerskich z parafią ewangelicko-reformowaną w Roden w Holandii. Kontynuował też pracę poprzednika na niwie relacji ekumenicznych.
W II połowie lat 80. XX wieku zachowane siedem tablic epitafijnych szkockich parafian i trzy nagrobki kupców narodowości niemieckiej pochodzące z cmentarza w Wielkanocy i umieszczone później na cmentarzu w Sielcu zostały przekazane do lapidarium parafii ewangelicko-reformowanej w Żychlinie. Do lapidarium w Żychlinie przeniesiony został również krzyż cmentarny pozostały w Wielkanocy, a jego miejscu powstał następnie katolicki krzyż, będący jego repliką.
Od 1982 parafia ewangelicka prowadziła bezpłatną aptekę leków pochodzących z darów, a także zajmowała się pośrednictwem w dystrybucji pomocy charytatywnej dla miejskich szpitali i domów opieki. Dwa lata później utworzono także koło Diakonii, prowadzące służbę odwiedzinową dla chorych i samotnych. W 1991 przez Radę Parafialną powołany został fundusz diakonijny, przeznaczony dla ubogich.
W 1993 został odnowiony cmentarz ewangelicki w Łuczanowicach. Od 1998 parafia Nowy Sącz-Stadło, dotychczas administrowana z Krakowa, dokonała wyboru własnego proboszcza i uzyskała niezależność.
1 lipca 1998 pracę katechetyczną i duszpasterską w parafii rozpoczęła magister teologii Agnieszka Godfrejów, wspomagając na tej niwie proboszcza Miklera. Ponadto od 1 września 2002 posługę na stanowisku wikariusza zaczął tu ks. Krystian Borkowski, co nastąpiło na mocy decyzji Konsystorza z dnia 22 marca 2002.
1 grudnia 2002 miały tu miejsce obchody 445-lecia parafii, w których udział wziął Biskup Kościoła Ewangelicko-Augsburskiego w RP ks. Janusz Jagucki, jak również m.in. ks. Jan Hause, ks. Włodzimierz Nast, diakonise z Diakonatu Eben-Ezer razem ze swoim duszpasterzem, ks. Emilem Gajdaczem oraz goście ekumeniczni.
12 września 2005 ks. Mikler z powodów zdrowotnych zrezygnował z urzędu proboszcza parafii, w związku z czym 29 stycznia 2006 na jego następcę został wybrany ks. Roman Pracki. 19 marca 2006 odbyła się jego instalacja na tym stanowisku, a oficjalne przekazanie parafii nowemu proboszczowi miało miejsce 3 lipca tego samego roku. 
Od 1 lipca 2006 dotychczasowy krakowski wikariusz ks. Krystian Borkowski rozpoczął pracę w parafii w Giżycku, gdzie 8 czerwca 2008 został wybrany na proboszcza, wprowadzonego w urząd 13 września 2008.
We wrześniu 2006 praktykę kandydacką zaczął tu pełnić Waldemar Wunsz, ordynowany na księdza 9 marca 2008 w kościele św. Marcina i od tej pory sprawujący stanowisko wikariusza. W nabożeństwie ordynacyjnym udział wziął Biskup Kościoła ks. Janusz Jagucki, a także biskup diecezji katowickiej ks. Tadeusz Szurman, prezes Synodu Kościoła Ewangelicko-Augsburskiego w RP ks. Jan Gross oraz ks. Marek Jerzy Uglorz i proboszcz ks. Roman Pracki. Ksiądz Waldemar Wunsz pełnił posługę wikariusza w Krakowie do czerwca 2008.
19 sierpnia 2007 odbyło się nabożeństwo z okazji 450-lecia powstania parafii. Razem z proboszczem poprowadzili je Biskup Kościoła ks. Janusz Jagucki oraz biskup diecezji katowickiej ks. Tadeusz Szurman.
We wrześniu 2007 praktykę w parafii rozpoczął Karol Niedoba, który po swojej ordynacji 28 grudnia 2009 stał się jej wikariuszem. Pracę pełnił tu do 31 sierpnia 2011. Jego następcą w posłudze wikariusza został z dniem 1 września 2012 ks. Dawid Baron, który pełnił tę funkcję do końca czerwca 2019.
30 października 2012 miał miejsce pierwszy koncert funkcjonującego przy parafii Zespołu Wokalnego im. Wacława z Szamotuł, założonego z inicjatywy parafian w celu upowszechniania muzyki polskich kompozytorów epoki renesansu.
W latach 2014–2017 przez parafię wydawane było czasopismo „Ewangelicy w Krakowie”
Z momentem ordynacji 5 stycznia 2019 pracę na stanowisku diakona w parafii rozpoczęła odbywająca tu dotychczas praktyki dk. Wiktoria Matloch. W 2020 parafia liczyła 710 wiernych.
W związku z urlopem ks. Prackiego, od 1 listopada 2020 funkcję proboszcza-administratora krakowskiej parafii pełnił ks. bp. Marian Niemiec z parafii w Katowicach. Z dniem 30 czerwca 2021 ks. proboszcz Roman Pracki złożył rezygnację z pełnionego stanowiska. Podczas zgromadzenia parafialnego 10 października 2021 dokonano wyboru nowego proboszcza, którym został ks. Łukasz Ostruszka. 18 grudnia 2021 miała miejsce uroczystość wprowadzenia go w urząd.
Diakon Wiktoria Matloch została ordynowana na księdza w dniu 7 maja 2022 i od tej chwili zaczęła pełnić stanowisko wikariusza w parafii, sprawując je do 31 sierpnia 2022. Od 1 września 2022 podjęła pracę jako wikariusz w parafii Wniebowstąpienia Pańskiego w Warszawie.
1 września 2022 praktykę kandydacką w parafii rozpoczął Filip Lipiński.
W styczniu 2023 zainaugurowano prowadzenie regularnych dodatkowych nabożeństw w języku angielskim, które od tej pory odbywają się w pierwszą niedzielę miesiąca.
27 kwietnia 2024 w kościele Świętej Trójcy w Warszawie odbyła się ordynacja Filipa Lipińskiego na księdza. W uroczystości tej wzięli udział m.in. przedstawiciele krakowskiej Rady Parafialnej, miał również miejsce występ chóru parafialnego z Krakowa. Z chwilą ordynacji ks. Filip Lipiński objął funkcję wikariusza parafii w Krakowie.

### Proboszczowie (lista niepełna)
- 1816–1828 – ks. Fryderyk Jakub Teichmann[7][29]
- 1829–1876 – ks. Karol Fryderyk Otremba[30]
- 1876–1906 – ks. Jerzy Gabryś[35]
- 1908–1922 – ks. Karol Michejda[36]
- 1925–1939, 1945 – ks. Wiktor Niemczyk[84][52]
- 1950–1981 – ks. Karol Bronisław Kubisz[55]
- 1983–2005 – ks. Roman Mikler[85]
- 2006–2021 – ks. dr Roman Pracki[6][74]
- 2021–obecnie – ks. Łukasz Ostruszka[2]

## Współczesność
Nabożeństwa w kościele św. Marcina odbywają się w każdą niedzielę oraz święta. W okresie adwentu oraz czasie pasyjnym mają miejsce również nabożeństwa tygodniowe. Prowadzona jest transmisja internetowa nabożeństw.
Do parafii przynależy filiał w Wieliczce z kaplicą, w której nabożeństwa odbywają się regularnie w każdą niedzielę i święta.
Równolegle do głównego nabożeństwa odbywa się szkółka niedzielna dla dzieci. Prowadzone są również lekcje religii w Międzyszkolnym Punkcie Katechetycznym, a także w Prywatnej Szkole Podstawowej im. Mikołaja Reja oraz w VII Prywatnym Liceum Ogólnokształcącym.
Mają miejsce spotkania biblijne, młodzieżowe, studenckie oraz kręgu modlitewno-medytacyjnego, jak również „Spotkania z Wiarą”, przeznaczone dla osób zainteresowanych wstąpieniem do Kościoła. Od 19 września 2010 prowadzony jest ponadto klub seniora, działający pod nazwą Kręgu Srebrnej Generacji. Funkcjonuje chór parafialny oraz chórek dziecięcy.

### Dwuwyznaniowość parafii
Kościół Ewangelicko-Augsburski w RP jest w pełnej wspólnocie kazalnicy i stołu Pańskiego z Kościołem Ewangelicko-Reformowanym w RP. Od 1615 parafia skupia wiernych wyznania ewangelicko-augsburskiego, jak i ewangelicko-reformowanego. Ponadto zgodnie z postanowieniami Porozumienia Luterańsko-Reformowanego z 2012 ze względu na brak w okolicy własnych parafii, wierni Kościoła Ewangelicko-Reformowanego mogą być członkami parafii ewangelicko-augsburskiej nie zmieniając swojego wyznania, a także korzystać ze wszystkich praw członka luterańskiego zboru, posiadając w nim również czynne i bierne prawo wyborcze.  
Według spisu powszechnego z 1910 miasto zamieszkiwało 65 ewangelików reformowanych, natomiast w 1937 liczba zborowników wyznania kalwińskiego wynosiła 35 osób. W XXI wieku społeczność reformowaną w parafii stanowią członkowie kilku rodzin.
Krakowscy wierni tworzący grupę diasporalną Kościoła Ewangelicko-Reformowanego uczestniczą na co dzień w nabożeństwach luterańskich, a raz na kwartał dla wszystkich członków parafii nabożeństwo prowadzone jest przez ks. biskupa Marka Izdebskiego z parafii reformowanej w Bełchatowie. Opiekę duszpasterską nad miejscową wspólnotą reformowanych ewangelików pełni również ks. biskup Semko Koroza z parafii reformowanej w Łodzi.